# Hotelketen
Een hotelketen is een bedrijf dat meerdere hotels onder dezelfde naam exploiteert. Behalve de naam zijn vaak nog meer dingen uniform om in de hele keten dezelfde uitstraling en service te hebben naar de gasten. Er zitten financiële voordelen aan het functioneren binnen een hotelketen; zo kunnen dingen als meubels, personeelskleding en producten groter en dus voordeliger ingekocht worden. Ook kan een keten bij reisorganisaties interessantere aanbiedingen doen. Maar de belangrijkste reden voor het werken onder een naam is wel de bekendheid. Reizigers zullen overal ter wereld de naam herkennen en weten voor welk serviceniveau die staat. 

## Soorten ketens
Er zijn verschillende soorten hotelketens:
- 'Low-Budget' - Goedkope overnachting en maaltijd in een simpel en basic hotel. (Etap, Express by Holiday Inn, Formule 1)
- 'Mid-Budget' - Duurdere overnachting dan in 'low-budget' in een luxueuzer hotel met meer faciliteiten. (Holiday Inn, Bastion Hotels, Mercure, AC Restaurants & Hotels, B&B Hotels)
- 'Business' - Duurdere hotels met goede en uniforme service, vaak met uitgebreide faciliteiten. Deze hotels liggen meestal in het centrum van grote steden, bij luchthavens of bij andere economische knooppunten. (Crowne Plaza, Hilton, Intercontinental, Marriott, NH Hoteles, Novotel)
- 'Vacation' - Hotels die grotendeels gericht zijn op vakantiegangers. Vaak gelegen bij toeristische trekpleisters of aan het strand.
- 'Resorts' - Hotels geheel gericht op vakantiegangers. In deze hotels wordt veel aandacht besteed aan goede service, veel faciliteiten, vakantiegevoel en mooie omgeving. De grotere vakantieresorts hebben vaak meerdere restaurants, bars en zwembaden. (Club Med, Club Robinson, Iberostar, RIU, Sol Mélia, Sunspree Resorts)